# Cretacico superiore
| Periodo                                                                                     | Epoca                | Piano          | Età (Ma)    |
| ------------------------------------------------------------------------------------------- | -------------------- | -------------- | ----------- |
| Paleogene                                                                                   | Paleocene            | Daniano        | Più recente |
| Cretacico                                                                                   | Cretacico superiore  | Maastrichtiano | 72,2 ±0,2   |
| Cretacico                                                                                   | Cretacico superiore  | Campaniano     | 83,6 ±0,2   |
| Cretacico                                                                                   | Cretacico superiore  | Santoniano     | 85,7 ±0,2   |
| Cretacico                                                                                   | Cretacico superiore  | Coniaciano     | 89,8 ±0,3   |
| Cretacico                                                                                   | Cretacico superiore  | Turoniano      | 93,9 ±0,2   |
| Cretacico                                                                                   | Cretacico superiore  | Cenomaniano    | 100,5 ±0,1  |
| Cretacico                                                                                   | Cretacico inferiore  | Albiano        | 113,2 ±0,3  |
| Cretacico                                                                                   | Cretacico inferiore  | Aptiano        | 121,4 ±0,6  |
| Cretacico                                                                                   | Cretacico inferiore  | Barremiano     | 125,77      |
| Cretacico                                                                                   | Cretacico inferiore  | Hauteriviano   | 132,6 ±0,6  |
| Cretacico                                                                                   | Cretacico inferiore  | Valanginiano   | 137,05 ±0,5 |
| Cretacico                                                                                   | Cretacico inferiore  | Berriasiano    | 143,1 ±0,6  |
| Giurassico                                                                                  | Giurassico superiore | Titoniano      | Più antico  |
| Suddivisione del Cretacico secondo la Commissione internazionale di stratigrafia dell'IUGS. |                      |                |             |

Nella scala dei tempi geologici, il Cretacico superiore è la seconda delle due epoche in cui è suddiviso il periodo Cretacico.
È compreso tra 99,6 ± 0,9 e 65,5 ± 0,3 milioni di anni fa (Ma), preceduto dal Cretacico inferiore e seguito dal Paleocene, la prima epoca del successivo Paleogene.

## Suddivisione

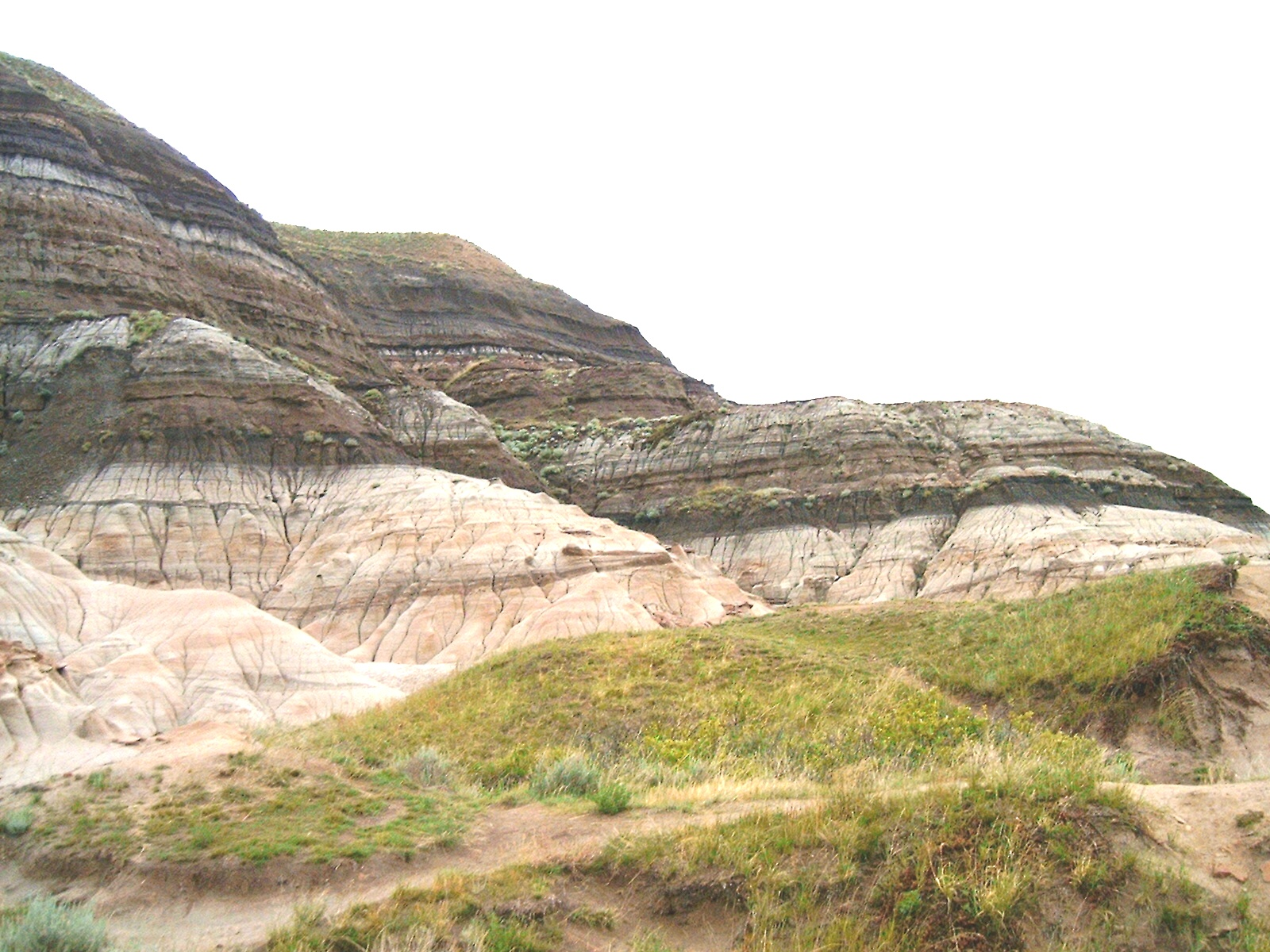
Strati del limite Cretacico-Terziario nello stato di Alberta, Canada.

La Commissione Internazionale di Stratigrafia suddivide il Cretacico superiore in sei piani, ordinati dal più recente al più antico secondo il seguente schema:
| cretaceo superiore |                              |
| Maastrichtiano     | (70,6 ± 0,6 – 65,5 ± 0,3 Ma) |
| Campaniano         | (83,5 ± 0,7 – 70,6 ± 0,6 Ma) |
| Santoniano         | (85,8 ± 0,7 – 83,5 ± 0,7 Ma) |
| Coniaciano         | (88,6 – 85,8 ± 0,7 Ma)       |
| Turoniano          | (93,6 ± 0,8 – 88,6 Ma)       |
| Cenomaniano        | (99,6 ± 0,9 – 93,6 ± 0,8 Ma) |

## Definizioni stratigrafiche e GSSP
La base del Cretaceo superiore coincide con quella del suo primo piano, il Cenomaniano, ed è definita dalla prima comparsa negli orizzonti stratigrafici dei foraminiferi planctonici della specie Rotalipora globotruncanoides.
Importanti fossili guida per la base del Cenomaniano sono le ammoniti Calycoceras naviculare, Acanthoceras rhotomagense e Mantelliceras mantelli. 

### GSSP
Il GSSP,  lo strato di riferimento della Commissione Internazionale di Stratigrafia, è localizzato in un affioramento del versante occidentale del Mont Risou, presso il villaggio di Rosans, nel dipartimento francese Hautes-Alpes. Il GSSP (coordinate: 44°23′33″N 5°30′43″E) è localizzato 36 metri al di sotto della sommità della Formazione Marnes Bleues.

## Contenuto fossilifero e fauna
Durante questo periodo iniziò il rapido sviluppo delle Angiosperme. Le ammoniti continuarono a dominare i mari, anche con lo sviluppo di forme a spirale svolta o a guscio quasi completamente diritto (eteromorfe). Nei mari poco profondi si diversificarono le rudiste, un particolare gruppo di lamellibranchi nei quali una valva assumeva forma conica rovesciata, fissata al substrato, mentre l'altra formava una sorta di opercolo.
Tra i rettili marini, gli ittiosauri si estinsero all'inizio del sottoperiodo (probabilmente non oltre il Turoniano), e furono sostituiti dai mosasauri, che si svilupparono fino al termine del Maastrichtiano, estinguendosi al limite Cretaceo-Terziario.
Sulla terraferma i dinosauri occupavano la maggior parte degli ambienti, mentre i mammiferi erano ancora piccoli e rari.

## La fine del Cretaceo
La fine del Cretacico superiore coincide con la sommità del piano Maastrichtiano ed è caratterizzata da un'importante estinzione di massa, avvenuta 65 milioni di anni fa, nota nella letteratura scientifica come estinzione di massa Cretaceo-Terziario. Sebbene non sia stata l'unica estinzione di massa nella storia del nostro pianeta e nemmeno la più drammatica, essa è divenuta popolarmente famosa perché associata all'estinzione dei dinosauri. 
Tra le varie ipotesi proposte per spiegare questo evento, una ipotizza che alla fine del Cretacico superiore un asteroide di dimensioni notevoli sia entrato in collisione con la Terra, causando sostanziali mutazioni all'ambiente del pianeta. Questo avvenimento avrebbe portato ad un cambio drammatico del clima provocando come conseguenza anche l'estinzione di molte specie animali, tra cui anche i dinosauri.
Il tasso di estinzione raggiunse il 75% della specie vivente e la successiva radiazione di nuove specie variò notevolmente in funzione delle differenti cladi degli organismi viventi.